# Polioma nivea
Polioma nivea är en svampart som först beskrevs av Holw., och fick sitt nu gällande namn av Joseph Charles Arthur 1907. Polioma nivea ingår i släktet Polioma och familjen Pucciniaceae.   Inga underarter finns listade i Catalogue of Life.